# Aichhalden
Aichhalden ist eine Gemeinde im Landkreis Rottweil in Baden-Württemberg.

## Geographie

### Geographische Lage
Aichhalden liegt im Osten des mittleren Schwarzwalds am Übergang zur Baarhochebene. Das Gemeindegebiet liegt über den Tälern von Schiltach und Kinzig in 640 bis 720 Meter Höhe.

### Nachbargemeinden
Die Gemeinde grenzt im Norden an die Stadt Alpirsbach im Landkreis Freudenstadt, im Osten an Fluorn-Winzeln, im Süden an die Stadt Schramberg und im Westen an die Stadt Schiltach und an Schenkenzell.

### Gemeindegliederung
Die Gemeinde besteht aus den beiden Ortsteilen Aichhalden und Rötenberg. Die beiden Ortsteile sind räumlich identisch mit den beiden früher selbstständigen Gemeinden gleichen Namens. Die zuvor selbstständige Gemeinde Rötenberg vereinigte sich mit Wirkung zum 1. Juli 1974 mit Aichhalden zur neuen Gemeinde Aichhalden. Die beiden Ortsteile bilden zugleich Wohnbezirke im Sinne der baden-württembergischen Gemeindeordnung. Im Ortsteil Rötenberg befindet sich eine örtliche Verwaltungsstelle unter der Bezeichnung Ortsverwaltung Rötenberg.

#### Ortsteil Aichhalden
Zur Gemeinde Aichhalden in den Grenzen vor dem 1. Juli 1974 gehören das Dorf Aichhalden, die Weiler Bühlen und Hinteraichhalden, die Höfe Buz, Eselbach, Reißer, Riesen, Schachen, Weiher und Zollhaus und die Wohnplätze Bruck, Heimliswald, Loch und Wanne.
Im Gemeindeteil Aichhalden liegen die aufgegangenen Ortschaften Alter, Angst, Dörfle, Dreimühlen, Grund, Güntershöhe, Heldhof, Hinteralter, Hinterhalden, Hinterstadt, Hochhäusle, Hub, Käppelesacker, Lachen, Lachhausen, Lochhof, Mergelgrube, Moos, Moosmichelhof, Sägermartinshof, Schenkenreute, Scheurenbauernhof, Spitzacker, Stolgen, Vorm Wäldle, Wannenhalde und Waschhalde.

#### Ortsteil Rötenberg

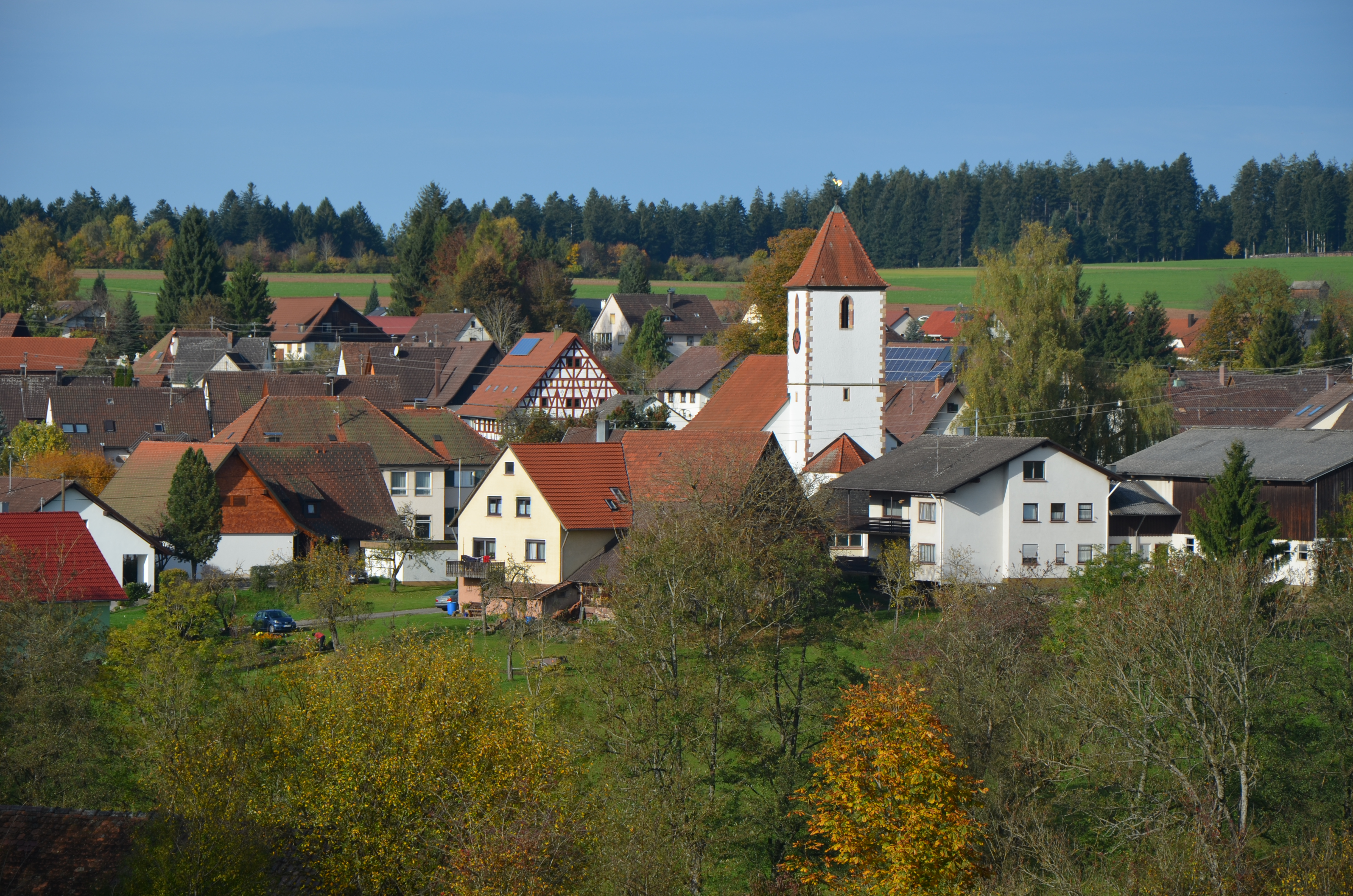
Aichhalden-Rötenberg

Zur ehemaligen Gemeinde Bach und Altenberg gehörten das Dorf Bach und Altenberg und die Wohnplätze Bergsteig, Schwanenmoos und Segelacker. Diese seit 1819 bestehende Gemeinde vereinigte sich zum 1. Januar 1969 mit der Gemeinde Rötenberg zur neuen Gemeinde Rötenberg, die heute den Ortsteil Rötenberg bildet.
Zur alten Gemeinde Rötenberg (noch ohne Bach und Altenberg) gehörten das Dorf Rötenberg, die Weiler Kiener (mit Rötenberg zusammengewachsen) und Reint, die Höfe Brandsteig und Heftenbach und die Wohnplätze Etzenbühl, Mergelacker und Schoren.

### Schutzgebiete
Im Westen der Gemeinde liegt an der Grenze zu Schenkenzell das Landschaftsschutzgebiet Beim Zollhaus und Allmandswald. Die Eschach und der Seltenbach gehören zum FFH-Gebiet Baar, Eschach und Südostschwarzwald, im Südwesten der Gemeinde befinden sich zwei Teilgebiete des FFH-Gebiets Schiltach und Kaltbrunner Tal.

## Geschichte
Aichhalden wurde im Jahre 1223 erstmals urkundlich erwähnt. Der Ortsname ist eine Zusammensetzung aus Eiche und -halden. Geistliche und weltliche Herrschaften wechselten sich ab, bis der Ort als Bestandteil der Herrschaft Schramberg 1579 zu den schwäbischen Vorlanden der Habsburger kam und, abgesehen von einem württembergischen Zwischenspiel 1633/34, bis 1805 auch vorderösterreichisch blieb. 1806 kam Aichhalden endgültig zum Königreich Württemberg und wurde 1810 dem Oberamt Oberndorf zugeordnet. Bei der Kreisreform während der NS-Zeit in Württemberg gelangte Aichhalden 1938 zum neu gegründeten Landkreis Rottweil.
Vor 1933 bestand der heutige Teilort Aichhalden aus den zwei Teilgemeinden Vorder- und Hinteraichhalden, die nahezu selbständig waren und wichtige Beschlüsse und Entscheidungen getrennt fassten.
1945 wurde Aichhalden Teil der Französischen Besatzungszone und kam somit zum neu gegründeten Land Württemberg-Hohenzollern, welches 1952 im Land Baden-Württemberg aufging.
Im Zuge der Gemeindereform wurden am 1. Januar 1969 die bis dahin selbstständige Gemeinde Bach und Altenberg nach Rötenberg eingemeindet. Die Eingemeindung von Rötenberg nach Aichhalden erfolgte am 1. Juli 1974. Am 1. Januar 1975 wurden die zu Aichhalden gehörenden Wohnplätze Lienberg und Brambach mit 250 Einwohnern und 330 Hektar Fläche nach Schramberg umgegliedert.

## Politik

### Gemeinderat
Der Gemeinderat in Aichhalden besteht aus den 14 ehrenamtlichen Gemeinderäten und dem Bürgermeister als Vorsitzendem. Der Bürgermeister ist im Gemeinderat stimmberechtigt. Bei der Kommunalwahl am 9. Juni 2024 wurde der Gemeinderat durch Mehrheitswahl gewählt. Mehrheitswahl findet statt, wenn kein oder nur ein Wahlvorschlag (Offene Liste Aichhalden-Rötenberg) eingereicht wurde. Die Bewerber mit den höchsten Stimmenzahlen sind dann gewählt. Die Wahlbeteiligung lag bei 70,04 %.
Bei den Kommunalwahlen 2019 waren noch zwei Listen angetreten:
| Partei / Liste                    | Stimmenanteil | Sitze |
| --------------------------------- | ------------- | ----- |
| Offene Liste Aichhalden-Rötenberg | 54,9 %        | 8     |
| Unabhängige Wählergemeinschaft    | 45,1 %        | 6     |

### Schultheiße und Bürgermeister
Ortsoberhäupter der Gemeinde Aichhalden von 1887 an waren:
- Wilhelm Kopp (1887 bis 1906)
- Josef Dürler (1906 bis 1930)
- Johannes Pfletschinger (1930 bis 1947)
- Alfons Ginter (1948 bis 1954)
- Josef Merz (1954 bis 1965)
- Reinhold Kühner (1965 bis 1993)
- Ekhard Sekinger (1993 bis 2017)
- Michael Lehrer (seit 2017, laufende Amtsperiode bis 2033)

### Verwaltungsgemeinschaft
Die Gemeinde gehört der Vereinbarten Verwaltungsgemeinschaft mit der Stadt Schramberg an.

### Wappen
Die Blasonierung des Wappens der Gemeinde Aichhalden lautet: Von Silber und Grün schräggeteilt, oben eine bewurzelte grüne Eiche. Die Blasonierung des Wappens der ehemaligen Gemeinde Rötenberg lautet: Von Gold und Rot in Form eines Hügels geteilt, oben eine liegende schwarze Hirschstange, unten die goldenen Großbuchstaben R und B.

## Wirtschaft und Infrastruktur

### Ansässige Unternehmen
Die Firmengruppe Simon ist seit 1963 in Aichhalden ansässig. Die Firmengruppe ist heute in den Bereichen Möbelbeschläge, Galvanotechnik, Sintertechnik, Bergbautechnik sowie im Werkzeugbau tätig.

### Verkehr
Durch beide Ortsteile Aichhaldens führt als Landes-Radfernweg der Schwarzwald-Panorama-Radweg. Er führt von Pforzheim und Freudenstadt kommend östlich des Kinzigtals über Aichhalden und Schramberg (Stadtteil Sulgen) Richtung Villingen-Schwenningen und schließlich weiter nach Waldshut-Tiengen.

### Bildung
Im Ortsteil Aichhalden gibt es eine Grundschule und eine weitere im Ortsteil Rötenberg.

## Ehrenbürger
Ehrenbürger der Gemeinde Aichhalden sind
- Oberlehrer Johannes Ott
- Gemeindepfleger Johannes Summ
- Altbürgermeister Alfons Ginter